# Стадион Спортиво Баракас
Стадион Спортиво Баракас (шп. Estádio Sportivo Barracas), је био стадион у Буенос Ајресу, Аргентина. Изграђен је и кориштен за Првенство Јужне Америке у фудбалу 1919. године. Овај стадион са 37.000 места је користио ФК Клуб Спортиво Баракас и Фудбалска репрезентација Аргентине.

## Историја стадиона
ФК Спортиво Баракас се квалификовао у аргентинску прву лигу 1916. године. Да би задовољио стандарде клуб је почео да гради нови стадион. Стадион је грађен у делу Буенос Ајреса званим Баракас. Игралиште је било ограђено са стубовима који су били спојени са ланцима а између трибина и игралишта је подигнут зид висине од једног метра.
Стадион је отворен 25. маја 1920. године. Прва одиграна утакмица је била између Боке јуниорса и уругвајског Насионала. Бока је победила са 2:1. Други званични сусрет је био 11. јуна 1920. године са турниром где су играли локални клубови и Росариански клубови Њуелс олд бојс и ФК Тиро федерал.
Од важнијих мечева одиграних на овом стадиону су били мечеви Њутон купа 1920. године и мечеви одиграни на Копа Америке 1920. и Копа Америке 1925.. Априла 1923. године су надограђене нове трибине.
Игралиште је такође кориштено 5. априла 1924. године за бокс на отвореном, где су се састали Луис Анхел Филипо и Ал Рајх. То је био први бокс меч на отвореном у Аргентини.
У јуну и јулу 1924. године енглески тим из Плимута је одиграо три утакмице против репрезентације Аргентине.

Стадион је срушен 1937. године, пошто није више испуњавао услове које је поставио Фудбалски савез Аргентине. Задња званична утакмица на стадиону је одиграна 11. децембра 1937. године када је Баракас победио Спортиво Буенос Ајрес резултатом 4:3.